# Polen i olympiska vinterspelen 1968
Polen deltog med 31 deltagare vid de olympiska vinterspelen 1968 i Grenoble. Ingen av landets deltagare erövrade någon medalj.